# Lijst van burgemeesters van Meerssen
Dit is een lijst van burgemeesters van de Nederlandse gemeente Meerssen in de provincie Limburg.
| Ambtsperiode     | Naam burgemeester                 | Partij of stroming | Bijzonderheden                                                                    |
| ---------------- | --------------------------------- | ------------------ | --------------------------------------------------------------------------------- |
| 1807 - 1810/1813 | Pierre François Roemers           |                    | zoon van Charles Clément Roemers                                                  |
| 1810 - 1813      | J.A. Wilmar                       |                    | vanaf 1808 adjoint-maire; mogelijk was hij ook tussen 1810-1814 vice-burgemeester |
| 1813 - 1814      | Charles Clément Roemers           |                    |                                                                                   |
| 1814 - ?         | J. Quadvlieg                      |                    |                                                                                   |
| 1825 - 1830      | J.A. Wilmar                       |                    | sinds 1817 schout                                                                 |
| 1830 - 1830      | Pierre François Roemers           |                    | bleef in Maastricht wonen; na 2 maanden vervangen                                 |
| 1830 - 1836      | J.A. Schoenmaeckers               |                    |                                                                                   |
| 1836 - 1843      | Caspar Kissels                    |                    |                                                                                   |
| 1843 - 1846      | jhr. Johannes Theodorus Binkhorst |                    | in 1868 werd zijn familienaam gewijzigd in Van Binckhorst van den Binckhorst      |
| 1847 - 1860      | Caspar Kissels                    |                    |                                                                                   |
| 1860 - 1885      | J.H.H. L'Ortije                   |                    |                                                                                   |
| 1886 - 1891      | J.A. Honée                        |                    |                                                                                   |
| 1891 - 1908      | J. Kleuters                       |                    |                                                                                   |
| 1909 - 1924      | J.F.A. Dohmen                     |                    |                                                                                   |
| 1924 - 1951      | J.H. Visschers                    |                    |                                                                                   |
| 1951 - 1953      | Frans Breekpot                    | KVP                | later onder ander burgemeester van Weert                                          |
| 1954 - 1970      | W.J.H.M. Muris                    |                    |                                                                                   |
| 1970 - 1982      | Louis Corten                      | KVP                | eerder burgemeester van onder andere Heer                                         |
| 1982 - 1988      | Jan Mans                          | PvdA               | later onder andere burgemeester van Kerkrade en Enschede                          |
| 1988 - 1999      | Karel Majoor                      | PvdA               | later onder ander burgemeester van Weert                                          |
| 2000 - 2005      | Ger (G.M.K.) Kockelkorn           | PvdA               | later burgemeester van Maasgouw                                                   |
| 2006 - 2012      | Ricardo Offermanns                | VVD                | eerder burgemeester van Roerdalen                                                 |
| 2012 - 2014      | Hans Schmidt                      | VVD                | waarnemend                                                                        |
| 2014 - 2015      | Armand (A.M.J.) Cremers           | D66                | waarnemend                                                                        |
| 2015 - heden     | Mirjam (M.A.H.) Clermonts-Aretz   | VVD                | eerder burgemeester van Onderbanken                                               |